# 2017-es U17-es labdarúgó-Európa-bajnokság
A 2017-es U17-es labdarúgó-Európa-bajnokságot Horvátországban rendezték 2017 májusában 16 csapat részvételével. A mérkőzések 2×40 percesek. A címvédő Portugália U17-es válogatottja volt a tornát a spanyolok nyerték meg, történetük során harmadszor. A Magyarország a 6. helyen zárta a kontinenstornát.
Öt válogatott kijutott a 2017-es U17-es labdarúgó-világbajnokságra. A négy negyeddöntő győztesén kívül a negyeddöntőben kiesett két legjobb csapat egymás ellen játszott egy mérkőzést, ahol a francia válogatott legyőzte a magyarokat.

## Résztvevők
| Nemzet              | Részvételi jog               | Európa-bajnoki részvételek száma | Utolsó részvétel | Korábbi részvételek száma (2002 óta)       |
| ------------------- | ---------------------------- | -------------------------------- | ---------------- | ------------------------------------------ |
| Horvátország        | Rendező                      | 4                                | 2015             | 4. helyezés: 2005                          |
| Németország         | Elitkör, 1. csoport győztese | 10                               | 2016             | Bajnok: (2009)                             |
| Törökország         | Elitkör, 1. csoport második  | 7                                | 2014             | Bajnok: (2005)                             |
| Magyarország        | Elitkör, 2. csoport győztese | 4                                | 2006             | Csoportkör: (2002, 2003, 2006)             |
| Norvégia            | Elitkör, 2. csoport második  | 1                                | —                | Először vesz részt                         |
| Spanyolország       | Elitkör, 3. csoport győztese | 11                               | 2016             | Bajnok: (2007, 2008)                       |
| Skócia              | Elitkör, 4. csoport győztese | 5                                | 2016             | Elődöntő: (2014)                           |
| Szerbia             | Elitkör, 4. csoport második  | 6                                | 2016             | Negyeddöntő: (2002)                        |
| Hollandia           | Elitkör, 5. csoport győztese | 11                               | 2016             | Bajnok: (2011, 2012)                       |
| Olaszország         | Elitkör, 5. csoport második  | 7                                | 2016             | Döntő: (2013)                              |
| Franciaország       | Elitkör, 6. csoport győztese | 11                               | 2016             | Bajnok: (2004, 2015)                       |
| Ukrajna             | Elitkör, 6. csoport második  | 6                                | 2016             | Csoportkör: (2002, 2004, 2007, 2013, 2016) |
| Anglia              | Elitkör, 7. csoport győztese | 12                               | 2016             | Bajnok: (2010, 2014)                       |
| Bosznia-Hercegovina | Elitkör, 7. csoport második  | 2                                | 2016             | Csoportkör: (2016)                         |
| Írország            | Elitkör, 8. csoport győztese | 3                                | 2015             | Csoportkör: (2008, 2015)                   |
| Feröer              | Elitkör, 8. csoport második  | 1                                | —                | Először vesz részt                         |

## Helyszínek
| Varasd                                                                                   | Varasd                                                                                   | Varasd                                                                                   | Nagygorica                                                                               | Nagygorica                                                                        | Nagygorica                                                                        | Fiume                                                                                  | Fiume                                                                                  | Fiume                                                                                  | Zaprešić                                                                              | Zaprešić                                                                              | Zaprešić                                                                              |
| ---------------------------------------------------------------------------------------- | ---------------------------------------------------------------------------------------- | ---------------------------------------------------------------------------------------- | ---------------------------------------------------------------------------------------- | --------------------------------------------------------------------------------- | --------------------------------------------------------------------------------- | -------------------------------------------------------------------------------------- | -------------------------------------------------------------------------------------- | -------------------------------------------------------------------------------------- | ------------------------------------------------------------------------------------- | ------------------------------------------------------------------------------------- | ------------------------------------------------------------------------------------- |
| Stadion Anđelko Herjavec                                                                 | Stadion Anđelko Herjavec                                                                 | Stadion Anđelko Herjavec                                                                 | Radnik                                                                                   | Radnik                                                                            | Radnik                                                                            | Rujevica                                                                               | Rujevica                                                                               | Rujevica                                                                               | ŠRC Zaprešić                                                                          | ŠRC Zaprešić                                                                          | ŠRC Zaprešić                                                                          |
| é. sz. 41° 06′ 10″, k. h. 28° 59′ 26″41.102869°N 28.990419°ETürk Telekom Arena           | é. sz. 41° 06′ 10″, k. h. 28° 59′ 26″41.102869°N 28.990419°ETürk Telekom Arena           | é. sz. 41° 06′ 10″, k. h. 28° 59′ 26″41.102869°N 28.990419°ETürk Telekom Arena           | é. sz. 40° 11′ 34″, k. h. 29° 02′ 56″40.192647°N 29.048756°EBursa Atatürk Stadium        | é. sz. 40° 11′ 34″, k. h. 29° 02′ 56″40.192647°N 29.048756°EBursa Atatürk Stadium | é. sz. 40° 11′ 34″, k. h. 29° 02′ 56″40.192647°N 29.048756°EBursa Atatürk Stadium | é. sz. 36° 53′ 38″, k. h. 30° 38′ 48″36.893797°N 30.646725°EAkdeniz University Stadium | é. sz. 36° 53′ 38″, k. h. 30° 38′ 48″36.893797°N 30.646725°EAkdeniz University Stadium | é. sz. 36° 53′ 38″, k. h. 30° 38′ 48″36.893797°N 30.646725°EAkdeniz University Stadium | é. sz. 41° 00′ 17″, k. h. 39° 42′ 19″41.004633°N 39.705233°EHüseyin Avni Aker Stadium | é. sz. 41° 00′ 17″, k. h. 39° 42′ 19″41.004633°N 39.705233°EHüseyin Avni Aker Stadium | é. sz. 41° 00′ 17″, k. h. 39° 42′ 19″41.004633°N 39.705233°EHüseyin Avni Aker Stadium |
| Férőhely: 9099                                                                           | Férőhely: 9099                                                                           | Férőhely: 9099                                                                           | Férőhely: 8000                                                                           | Férőhely: 8000                                                                    | Férőhely: 8000                                                                    | Férőhely: 6134                                                                         | Férőhely: 6134                                                                         | Férőhely: 6134                                                                         | Férőhely: 5288                                                                        | Férőhely: 5288                                                                        | Férőhely: 5288                                                                        |
|                                                                                          |                                                                                          |                                                                                          |                                                                                          |                                                                                   |                                                                                   |                                                                                        |                                                                                        |                                                                                        |                                                                                       |                                                                                       |                                                                                       |
| Varasd Nagygorica Fiume Zaprešić Kostrena Zágráb                                         |                                                                                          |                                                                                          |                                                                                          |                                                                                   |                                                                                   |                                                                                        |                                                                                        |                                                                                        |                                                                                       |                                                                                       |                                                                                       |
| Kostrena                                                                                 | Kostrena                                                                                 | Kostrena                                                                                 | Kostrena                                                                                 | Zágráb                                                                            | Zágráb                                                                            | Zágráb                                                                                 | Zágráb                                                                                 | Zágráb                                                                                 | Zágráb                                                                                | Zágráb                                                                                | Zágráb                                                                                |
| Žuknica                                                                                  | Žuknica                                                                                  | Žuknica                                                                                  | Žuknica                                                                                  | Stadion Lučko                                                                     | Stadion Lučko                                                                     | Stadion Lučko                                                                          | Stadion Lučko                                                                          | Stadion sv. Josipa Radnika                                                             | Stadion sv. Josipa Radnika                                                            | Stadion sv. Josipa Radnika                                                            | Stadion sv. Josipa Radnika                                                            |
| é. sz. 37° 04′ 03″, k. h. 37° 22′ 39″37.067572°N 37.377592°EGaziantep Kamil Ocak Stadium | é. sz. 37° 04′ 03″, k. h. 37° 22′ 39″37.067572°N 37.377592°EGaziantep Kamil Ocak Stadium | é. sz. 37° 04′ 03″, k. h. 37° 22′ 39″37.067572°N 37.377592°EGaziantep Kamil Ocak Stadium | é. sz. 37° 04′ 03″, k. h. 37° 22′ 39″37.067572°N 37.377592°EGaziantep Kamil Ocak Stadium | é. sz. 38° 44′ 14″, k. h. 35° 25′ 24″38.737139°N 35.423267°EKadir Has Stadium     | é. sz. 38° 44′ 14″, k. h. 35° 25′ 24″38.737139°N 35.423267°EKadir Has Stadium     | é. sz. 38° 44′ 14″, k. h. 35° 25′ 24″38.737139°N 35.423267°EKadir Has Stadium          | é. sz. 38° 44′ 14″, k. h. 35° 25′ 24″38.737139°N 35.423267°EKadir Has Stadium          | é. sz. 41° 01′ 23″, k. h. 40° 31′ 59″41.023056°N 40.532944°EYeni Rize Şehir Stadı      | é. sz. 41° 01′ 23″, k. h. 40° 31′ 59″41.023056°N 40.532944°EYeni Rize Şehir Stadı     | é. sz. 41° 01′ 23″, k. h. 40° 31′ 59″41.023056°N 40.532944°EYeni Rize Şehir Stadı     | é. sz. 41° 01′ 23″, k. h. 40° 31′ 59″41.023056°N 40.532944°EYeni Rize Şehir Stadı     |
| Férőhely: 3000                                                                           | Férőhely: 3000                                                                           | Férőhely: 3000                                                                           | Férőhely: 3000                                                                           | Férőhely: 1500                                                                    | Férőhely: 1500                                                                    | Férőhely: 1500                                                                         | Férőhely: 1500                                                                         | Férőhely: 1200                                                                         | Férőhely: 1200                                                                        | Férőhely: 1200                                                                        | Férőhely: 1200                                                                        |
|                                                                                          |                                                                                          |                                                                                          |                                                                                          |                                                                                   |                                                                                   |                                                                                        |                                                                                        |                                                                                        |                                                                                       |                                                                                       |                                                                                       |

## Csoportkör
A sorrend meghatározása
A csapatokat a pontok száma alapján rangsorolták (3 pont egy győzelem, 1 pont egy döntetlen, 0 pont egy vereség).
Az Európa-bajnokság csoportjaiban ha két vagy több csapat a csoportmérkőzések után azonos pontszámmal állt, a következő pontok alapján kellett megállapítani a sorrendet (a versenyszabályzat 17.01. és 17.02. pontja alapján):
1. több szerzett pont az azonosan álló csapatok között lejátszott mérkőzéseken
2. jobb gólkülönbség az azonosan álló csapatok között lejátszott mérkőzéseken (ha kettőnél több csapat áll azonos pontszámmal)
3. több szerzett gól az azonosan álló csapatok között lejátszott mérkőzéseken (ha kettőnél több csapat áll azonos pontszámmal)
4. Ha a felsorolt első három pont alapján két, vagy több csapat még mindig holtversenyben állt, akkor az első három pontot mindaddig alkalmazni kellett, ameddig nem volt eldönthető a sorrend. Ha a sorrend nem dönthető el, akkor az 5–9. pontok alapján állapították meg a sorrendet
5. jobb gólkülönbség az összes csoportmérkőzésen
6. több szerzett gól az összes csoportmérkőzésen
7. ha két csapat a felsorolt első hat pont alapján holtversenyben állt úgy, hogy az utolsó csoportmérkőzést egymás ellen játszották (azaz az utolsó csoportmérkőzés, amelyet egymás ellen lejátszottak, döntetlen lett, és a pontszámuk, összesített gólkülönbségük, az összes szerzett góljuk száma is azonos) és nincs harmadik csapat, amely velük azonos pontszámmal állt, akkor közöttük büntetőrúgások döntöttek a sorrendről.
8. kevesebb büntetőpont, amely a sárga és piros lapok számán alapul (piros lap = 3 pont, sárga lap = 1 pont, egy mérkőzésen két sárga lap és kiállítás = 3 pont);
9. jobb koefficiens a selejtező sorsolásakor;
10. sorsolás

A kezdési időpontok helyi idő szerint értendők.

### A csoport
| Hely. | Csapat           | M | Gy | D | V | G+ | G– | Gk | P | Továbbjutás              |
| ----- | ---------------- | - | -- | - | - | -- | -- | -- | - | ------------------------ |
| 1.    | Spanyolország    | 3 | 2  | 1 | 0 | 7  | 4  | +3 | 7 | Egyenes kieséses szakasz |
| 2.    | Törökország      | 3 | 2  | 0 | 1 | 8  | 5  | +3 | 6 | Egyenes kieséses szakasz |
| 3.    | Olaszország      | 3 | 1  | 0 | 2 | 3  | 5  | −2 | 3 |                          |
| 4.    | Horvátország (H) | 3 | 0  | 1 | 2 | 2  | 6  | −4 | 1 |                          |

| 2017. május 3. 13:15 |

| Törökország            | 2–3               | Spanyolország                                       |
| ---------------------- | ----------------- | --------------------------------------------------- |
| Güneş 5' Karaahmet 11' | (2–2) Jegyzőkönyv | Sergio Gómez 24' Abel Ruiz 33' (11-esből) Morey 72' |

| Stadion Rujevica, Fiume Játékvezető: Dominik Ouschan (osztrák) |

| 2017. május 3. 17:45 |

| Horvátország | 0–1               | Olaszország |
| ------------ | ----------------- | ----------- |
|              | (0–0) Jegyzőkönyv | Kean 78'    |

| Stadion Rujevica, Fiume Játékvezető: Fabio Verssimo (portugál) |

| 2017. május 6. 13:15 |

| Horvátország | 1–4               | Törökország                               |
| ------------ | ----------------- | ----------------------------------------- |
| Marin 67'    | (0–1) Jegyzőkönyv | Karaahmet 18' Gül 49' Kabak 69' Akgün 80' |

| Stadion Rujevica, Fiume Játékvezető: Nicolas Laforge (belga) |

| 2017. május 6. 17:45 |

| Spanyolország                                 | 3–1               | Olaszország    |
| --------------------------------------------- | ----------------- | -------------- |
| Sergio Gómez 36' Abel Ruiz 68' (11-esből) 80' | (1–0) Jegyzőkönyv | Caviglia 80+2' |

| Stadion Rujevica, Fiume Játékvezető: Anastasios Papapetrou (görög) |

| 2017. május 9. 12:00 |

| Spanyolország | 1–1               | Horvátország |
| ------------- | ----------------- | ------------ |
| Blanco 80+1'  | (0–0) Jegyzőkönyv | Čulina 56'   |

| Stadion Žuknica, Kostrena Játékvezető: Mohammed Al-Hakim (svéd) |

| 2017. május 9. 12:00 |

| Olaszország  | 1–2               | Törökország                     |
| ------------ | ----------------- | ------------------------------- |
| Pellegri 15' | (1–1) Jegyzőkönyv | Karaahmet 5' Atalay Babacan 74' |

| Stadion Rujevica, Fiume Játékvezető: Jens Maae (dán) |

### B csoport
| Hely. | Csapat        | M | Gy | D | V | G+ | G– | Gk  | P | Továbbjutás              |
| ----- | ------------- | - | -- | - | - | -- | -- | --- | - | ------------------------ |
| 1.    | Magyarország  | 3 | 2  | 1 | 0 | 8  | 3  | +5  | 7 | Egyenes kieséses szakasz |
| 2.    | Franciaország | 3 | 2  | 0 | 1 | 11 | 4  | +7  | 6 | Egyenes kieséses szakasz |
| 3.    | Skócia        | 3 | 1  | 1 | 1 | 4  | 3  | +1  | 4 |                          |
| 4.    | Feröer        | 3 | 0  | 0 | 3 | 0  | 13 | −13 | 0 |                          |

| 2017. május 3. 12:00 |

| Skócia                    | 2–0               | Feröer |
| ------------------------- | ----------------- | ------ |
| Cameron 65' Aitchison 68' | (0–0) Jegyzőkönyv |        |

| Stadion Lučko, Zágráb Játékvezető: Donatas Rumšas (litván) |

| 2017. május 3. 14:00 |

| Magyarország               | 3–2               | Franciaország               |
| -------------------------- | ----------------- | --------------------------- |
| Csoboth 38' 41' Bencze 52' | (1–1) Jegyzőkönyv | Gouiri 36' 80+4' (11-esből) |

| Stadion Radnik, Nagygorica Játékvezető: Dimitrios Massiar (ciprusi) |

| 2017. május 6. 12:00 |

| Franciaország                                            | 7–0               | Feröer |
| -------------------------------------------------------- | ----------------- | ------ |
| Gouiri 1' 10' 33' Caqueret 4' 46' Picouleau 15' Adli 54' | (5–0) Jegyzőkönyv |        |

| Stadion ŠRC Zaprešić, Zaprešić Játékvezető: Jens Maae (dán) |

| 2017. május 6. 16:00 |

| Skócia     | 1–1               | Magyarország |
| ---------- | ----------------- | ------------ |
| Rudden 30' | (1–0) Jegyzőkönyv | Szerető 52'  |

| Stadion Lučko, Zágráb Játékvezető: Mohammed Al-Hakim (svéd) |

| 2017. május 9. 16:00 |

| Franciaország  | 2–1               | Skócia     |
| -------------- | ----------------- | ---------- |
| Gouiri 35' 80' | (1–0) Jegyzőkönyv | Rudden 42' |

| Stadion Radnik, Nagygorica Játékvezető: Nicolas Laforge (belga) |

| 2017. május 9. 16:00 |

| Feröer | 0–4               | Magyarország                       |
| ------ | ----------------- | ---------------------------------- |
|        | (0–3) Jegyzőkönyv | Torvund 24' 29' Szoboszlai 26' 48' |

| Stadion Lučko, Zágráb Játékvezető: Fran Jović (horvát) |

### C csoport
| Hely. | Csapat              | M | Gy | D | V | G+ | G– | Gk  | P | Továbbjutás              |
| ----- | ------------------- | - | -- | - | - | -- | -- | --- | - | ------------------------ |
| 1.    | Németország         | 3 | 3  | 0 | 0 | 15 | 1  | +14 | 9 | Egyenes kieséses szakasz |
| 2.    | Írország            | 3 | 1  | 0 | 2 | 2  | 9  | −7  | 3 | Egyenes kieséses szakasz |
| 3.    | Bosznia-Hercegovina | 3 | 1  | 0 | 2 | 2  | 7  | −5  | 3 |                          |
| 4.    | Szerbia             | 3 | 1  | 0 | 2 | 2  | 4  | −2  | 3 |                          |

| 2017. május 4. 12:00 |

| Németország                       | 5–0               | Bosznia-Hercegovina |
| --------------------------------- | ----------------- | ------------------- |
| Mai 2' Keitel 16' Arp 50' 51' 62' | (2–0) Jegyzőkönyv |                     |

| Stadion Žuknica, Kostrena Játékvezető: Nicolas Laforge (belga) |

| 2017. május 4. 16:30 |

| Szerbia    | 1–0               | Írország |
| ---------- | ----------------- | -------- |
| Gavrić 72' | (0–0) Jegyzőkönyv |          |

| Stadion Žuknica, Kostrena Játékvezető: Anastasios Papapetrou (görög) |

| 2017. május 7. 12:00 |

| Németország                                         | 3–1               | Szerbia                   |
| --------------------------------------------------- | ----------------- | ------------------------- |
| Abouchabaka 7' (11-esből) Yeboah 39' Majetschak 61' | (2–0) Jegyzőkönyv | Stuparević 75' (11-esből) |

| Stadion Žuknica, Kostrena Játékvezető: Dominik Ouschan (osztrák) |

| 2017. május 7. 16:30 |

| Írország                      | 2–1               | Bosznia-Hercegovina |
| ----------------------------- | ----------------- | ------------------- |
| Roache 7' Idah 29' (11-esből) | (2–1) Jegyzőkönyv | Vještica 13'        |

| Stadion Žuknica, Kostrena Játékvezető: Fabio Verssimo (portugál) |

| 2017. május 10. 12:00 |

| Írország | 0–7               | Németország                                                                |
| -------- | ----------------- | -------------------------------------------------------------------------- |
|          | (0–3) Jegyzőkönyv | Abouchabaka 8' Arp 15' 45' 49' O'Connor 21' (öngól) Awuku 73' Hottmann 76' |

| Stadion Rujevica, Fiume Játékvezető: Fabio Verssimo (portugál) |

| 2017. május 10. 12:00 |

| Bosznia-Hercegovina | 1–0               | Szerbia |
| ------------------- | ----------------- | ------- |
| Imamović 80'        | (0–0) Jegyzőkönyv |         |

| Stadion Žuknica, Kostrena Játékvezető: Donatas Rumšas (litván) |

### D csoport
| Hely. | Csapat    | M | Gy | D | V | G+ | G– | Gk | P | Továbbjutás              |
| ----- | --------- | - | -- | - | - | -- | -- | -- | - | ------------------------ |
| 1.    | Anglia    | 3 | 3  | 0 | 0 | 10 | 1  | +9 | 9 | Egyenes kieséses szakasz |
| 2.    | Hollandia | 3 | 1  | 1 | 1 | 3  | 5  | −2 | 4 | Egyenes kieséses szakasz |
| 3.    | Ukrajna   | 3 | 1  | 0 | 2 | 2  | 5  | −3 | 3 |                          |
| 4.    | Norvégia  | 3 | 0  | 1 | 2 | 3  | 7  | −4 | 1 |                          |

| 2017. május 4. 12:00 |

| Hollandia          | 1–0               | Ukrajna |
| ------------------ | ----------------- | ------- |
| El Bouchataoui 61' | (0–0) Jegyzőkönyv |         |

| Stadion sv. Josipa Radnika, Zágráb Játékvezető: Jens Maae (dán) |

| 2017. május 4. 14:00 |

| Norvégia         | 1–3               | Anglia                     |
| ---------------- | ----------------- | -------------------------- |
| Guéhi 8' (öngól) | (1–2) Jegyzőkönyv | Brewster 10' 35' Foden 78' |

| Stadion Radnik, Nagygorica Játékvezető: Mohammed Al-Hakim (svéd) |

| 2017. május 7. 14:00 |

| Anglia                                           | 4–0               | Ukrajna |
| ------------------------------------------------ | ----------------- | ------- |
| McEachran 20' Brewster 32' Sancho 36' Barlow 69' | (3–0) Jegyzőkönyv |         |

| Stadion sv. Josipa Radnika, Zágráb Játékvezető: Donatas Rumšas (litván) |

| 2017. május 7. 17:45 |

| Hollandia                                   | 2–2               | Norvégia                |
| ------------------------------------------- | ----------------- | ----------------------- |
| Ábúhlál 11' El Bouchataoui 80+2' (11-esből) | (1–0) Jegyzőkönyv | Larsen 49' Stenevik 55' |

| Stadion Radnik, Nagygorica Játékvezető: Dimitrios Massias (ciprusi) |

| 2017. május 10. 16:00 |

| Anglia                                    | 3–0               | Hollandia |
| ----------------------------------------- | ----------------- | --------- |
| Sancho 23' 48' (11-esből) Hudson-Odoi 80' | (1–0) Jegyzőkönyv |           |

| Stadion ŠRC Zaprešić, Zaprešić Játékvezető: Anastasios Papapetrou (görög) |

| 2017. május 10. 16:00 |

| Ukrajna                  | 2–0               | Norvégia |
| ------------------------ | ----------------- | -------- |
| Kascsuk 79' Kholod 80+1' | (0–0) Jegyzőkönyv |          |

| Stadion sv. Josipa Radnika, Zágráb Játékvezető: Dominik Ouschan (osztrák) |

## Egyenes kieséses szakasz
Az egyenes kieséses szakaszban döntetlen esetén nincs hosszabbítás, hanem a rendes játékidő letelte után rögtön büntetőrúgások következnek.
Az Eb-n a büntetőrúgások lebonyolításának egy új változtatát tesztelik, a Nemzetközi Labdarúgó-szövetség Szabályalkotó Testületének (IFAB) javaslata alapján. Az úgynevezett ABBA-rendszer lényege, hogy először az "A" csapat rúgja a büntetőt, majd kétszer a "B" csapat következik, majd ismét az "A" csapat. Ezzel elvennék az elsőként rúgó csapat előnyét. Ezt a rendszert a teniszben, a rövidítésben is alkalmazzák.
|  |              |               |              |             |       |               |               |           |  |  |       |       |       |
|  | Negyeddöntők | Negyeddöntők  | Negyeddöntők |             |       | Elődöntők     | Elődöntők     | Elődöntők |  |  | Döntő | Döntő | Döntő |
|  | Negyeddöntők | Negyeddöntők  | Negyeddöntők |             |       | Elődöntők     | Elődöntők     | Elődöntők |  |  | Döntő | Döntő | Döntő |
|  | május 12.    |               |              |             |       |               |               |           |  |  |       |       |       |
|  |              |               |              |             |       |               |               |           |  |  |       |       |       |
|  | A1           | Spanyolország | 3            |             |       |               |               |           |  |  |       |       |       |
|  | A1           | Spanyolország | 3            | május 16.   |       |               |               |           |  |  |       |       |       |
|  | B2           | Franciaország | 1            |             |       |               |               |           |  |  |       |       |       |
|  | B2           | Franciaország | 1            |             |       | Spanyolország | Spanyolország | 0 (4)     |  |  |       |       |       |
|  | május 13.    |               |              |             |       | Spanyolország | Spanyolország | 0 (4)     |  |  |       |       |       |
|  |              |               | Németország  | Németország | 0 (2) |               |               |           |  |  |       |       |       |
|  | C1           | Németország   | Németország  | Németország | 0 (2) | 2             |               |           |  |  |       |       |       |
|  | C1           | Németország   |              |             |       | 2             | május 19.     |           |  |  |       |       |       |
|  | D2           | Hollandia     | 1            |             |       |               |               |           |  |  |       |       |       |
|  | D2           | Hollandia     | 1            |             |       | Spanyolország | Spanyolország | 2 (4)     |  |  |       |       |       |
|  | május 12.    |               |              |             |       | Spanyolország | Spanyolország | 2 (4)     |  |  |       |       |       |
|  |              |               | Anglia       | Anglia      | 2 (1) |               |               |           |  |  |       |       |       |
|  | B1           | Magyarország  | Anglia       | Anglia      | 2 (1) | 0             |               |           |  |  |       |       |       |
|  | B1           | Magyarország  | május 16.    |             |       | 0             |               |           |  |  |       |       |       |
|  | A2           | Törökország   | 1            |             |       |               |               |           |  |  |       |       |       |
|  | A2           | Törökország   | 1            |             |       | Törökország   | Törökország   | 1         |  |  |       |       |       |
|  | május 13.    |               |              |             |       | Törökország   | Törökország   | 1         |  |  |       |       |       |
|  |              |               | Anglia       | Anglia      | 2     |               |               |           |  |  |       |       |       |
|  | D1           | Anglia        | Anglia       | Anglia      | 2     | 1             |               |           |  |  |       |       |       |
|  | D1           | Anglia        |              |             |       |               |               |           |  |  |       |       |       |
|  | C2           | Írország      | 0            |             |       |               |               |           |  |  |       |       |       |
|  | C2           | Írország      | 0            |             |       |               |               |           |  |  |       |       |       |
|  |              |               |              |             |       |               |               |           |  |  |       |       |       |

### Negyeddöntők
| 2017. május 12. 12:00 |

| Magyarország | 0–1               | Törökország        |
| ------------ | ----------------- | ------------------ |
|              | (0–1) Jegyzőkönyv | Csonka 20' (öngól) |

| Stadion Radnik, Nagygorica Játékvezető: Donatas Rumšas (litván) |

| 2017. május 12. 17:45 |

| Spanyolország                              | 3–1               | Franciaország |
| ------------------------------------------ | ----------------- | ------------- |
| Morey 17' Ruiz 35' (11-esből) S. Gómez 56' | (2–1) Jegyzőkönyv | Gouiri 9'     |

| Stadion Anđelko Herjavec, Varasd Játékvezető: Fran Jović (horvát) |

| 2017. május 13. 12:00 |

| Anglia     | 1–0               | Írország |
| ---------- | ----------------- | -------- |
| Sancho 13' | (1–0) Jegyzőkönyv |          |

| Stadion Radnik, Nagygorica Játékvezető: Nicolas Laforge (belga) |

| 2017. május 13. 17:45 |

| Németország             | 2–1   | Hollandia     |
| ----------------------- | ----- | ------------- |
| Abouchabaka 66' Arp 79' | (0–1) | Ábúhlál 40+1' |

| Stadion ŠRC Zaprešić, Zaprešić Játékvezető: Mohammed Al-Hakim (svéd) |

#### A negyeddöntők veszteseinek rangsorolása
A negyeddöntők két legjobb vesztesét, amelyek az U17-es világbajnokságért egy mérkőzést játszhatnak, az alábbi szempontok szerint rangsorolják (a versenyszabályzat 16.06. pontja alapján):
1. Magasabb helyezés a csoportkörben (pl. a csoportgyőztes a csoportmásodik előtt van);
2. Jobb eredmény a csoportkörben (pl. pontszám, gólkülönbség, szerzett gólok);
3. Jobb eredmény a negyeddöntőben (pl. pontszám, gólkülönbség, szerzett gólok);
4. Alacsonyabb büntetőpontszám a csoportkörben és a negyeddöntőben összesen;
5. Magasabb koefficiens a selejtező sorsolásakor;
6. Sorsolás

| Hely. | Cs | Csapat        | M | Gy | D | V | G+ | G– | Gk | P | Továbbjutás                               |
| ----- | -- | ------------- | - | -- | - | - | -- | -- | -- | - | ----------------------------------------- |
| 1.    | B1 | Magyarország  | 3 | 2  | 1 | 0 | 8  | 3  | +5 | 7 | U17-es labdarúgó-világbajnokság rájátszás |
| 2.    | B2 | Franciaország | 3 | 2  | 0 | 1 | 11 | 4  | +7 | 6 | U17-es labdarúgó-világbajnokság rájátszás |
| 3.    | D2 | Hollandia     | 3 | 1  | 1 | 1 | 3  | 5  | −2 | 4 |                                           |
| 4.    | C2 | Írország      | 3 | 1  | 0 | 2 | 2  | 9  | −7 | 3 |                                           |

### Rájátszás az U17-es labdarúgó-világbajnokságért
A győztes kijut a 2017-es U17-es labdarúgó-világbajnokságra.
| 2017. május 16. 12:00 |

| Magyarország | 0–1               | Franciaország |
| ------------ | ----------------- | ------------- |
|              | (0–1) Jegyzőkönyv | Gouiri 26'    |

| Stadion sv. Josipa Radnika, Zágráb Játékvezető: Anastasios Papapetrou (görög) |

### Elődöntők
| 2017. május 16. 17:45 |

| Törökország         | 1–2               | Anglia                     |
| ------------------- | ----------------- | -------------------------- |
| Kerem Kesgin 40+13' | (1–2) Jegyzőkönyv | Hudson-Odoi 11' Sancho 37' |

| Stadion ŠRC Zaprešić, Zaprešić Játékvezető: Fabio Verissimo (portugál) |

| 2017. május 16. 20:30 |

| Spanyolország                          | 0–0         | Németország               |
| -------------------------------------- | ----------- | ------------------------- |
|                                        | Jegyzőkönyv |                           |
| Büntetőpárbaj                          |             |                           |
| Ruiz Morey Segovia V. García Sanmartín | 4–2         | Majetschak Arp Mai Keitel |

| Stadion Anđelko Herjavec, Varasd Játékvezető: Dominik Ouschan (osztrák) |

### Döntő
| 2017. május 19. 20:00 |

| Spanyolország             | 2–2               | Anglia                        |
| ------------------------- | ----------------- | ----------------------------- |
| Morey 38' Díaz 80+6'      | (1–1) Jegyzőkönyv | Hudson-Odoi 18' Foden 58'     |
| Büntetőpárbaj             |                   |                               |
| Ruiz Morey S. Gómez Chust | 4–1               | Barlow Brewster Latibeaudière |

| Stadion Anđelko Herjavec, Varasd Játékvezető: Jens Maae (dán) |

| A 2017-es U17-es labdarúgó-Európa-bajnokság győztese |
| ---------------------------------------------------- |
| SPANYOLORSZÁG 3. cím                                 |

## Gólszerzők
9 gólos
- Amine Gouiri

7 goals
- Jann-Fiete Arp

5 gólos
- Jadon Sancho

4 gólos
- Abel Ruiz

2 gólos
| - Rhian Brewster - Callum Hudson-Odoi | - Elias Abouchabaka - Sergio Gómez | - Mateu Morey - Malik Karaahmet |

2 gólos
| - Phil Foden - Maxence Caqueret - Csoboth Kevin | - Szoboszlai Dominik - Zakaríá Ábúhlál - Achraf El Bouchataoui | - Zak Rudden |

1 gólos
| - Armin Imamović - Nemanja Vještica - David Čolina - Antonio Marin - Aidan Barlow - George McEachran - Yacine Adli - Mathis Picouleau - Noah Awuku - Eric Hottmann - Yannik Keitel - Lars Lukas Mai - Erik Majetschak | - John Yeboah - Bencze Márk - Szerető Krisztofer - Torvund Alexander - Hans Nicolussi Caviglia - Moise Kean - Pietro Pellegri - Jørgen Larsen - Halldor Stenevik - Adam Idah - Rowan Roache - Jack Aitchison - Innes Cameron | - Željko Gavrić - Filip Stuparević - Antonio Blanco - Nacho Díaz - Yunus Akgün - Atalay Babacan - Recep Gül - Umut Güneş - Ozan Kabak - Kerem Atakan Kesgin - Olexiy Kashchuk - Artem Kholod |

öngólos
| - Marc Guehi (Norvégia ellen) - Andrias Edmundsson (Magyarország ellen) | - Csonka András (Törökország ellen) - Lee O'Connor (Németország ellen) |

## Kijutottak a 2017-es U17-es labdarúgó-világbajnokságra
A következő válogatottak kijutottak a 2017-es U17-es labdarúgó-világbajnokságra:
| Részvételi jog                                  | Csapat        |
| ----------------------------------------------- | ------------- |
| 1. negyeddöntő győztese                         | Spanyolország |
| 2. negyeddöntő győztese                         | Törökország   |
| 3. negyeddöntő győztese                         | Németország   |
| 4. negyeddöntő győztese                         | Anglia        |
| Rájátszás az U17-es labdarúgó-világbajnokságért | Franciaország |